# Trương Dương (thượng tướng)
Trương Dương (tiếng Trung: 张阳; bính âm: Zhāng Yáng; tháng 8 năm 1951 – 23 tháng 11 năm 2017) là Thượng tướng Quân Giải phóng Nhân dân Trung Quốc (PLA). Ông từng giữ chức vụ Chủ nhiệm Bộ Công tác Chính trị Quân ủy Trung ương Trung Quốc từ năm 2016 đến 2017, Chủ nhiệm Tổng cục Chính trị từ 2012 đến 2016 và Chính ủy Quân khu Quảng Châu. Trương Dương cũng từng là Đại biểu Quốc hội Trung Quốc khóa X.

## Tiểu sử
Trương Dương sinh tháng 8 năm 1951 ở huyện Vũ Cường, tỉnh Hà Bắc. Ông tốt nghiệp khoa Cơ bản Đại học Quốc phòng Trung Quốc và tốt nghiệp chuyên ngành quản lý hành chính tại Trường Đảng Trung ương Đảng Cộng sản Trung Quốc (CPC). Ông nhập ngũ năm 1968, và gia nhập Đảng Cộng sản Trung Quốc tháng 5 năm 1969. Trương Dương phục vụ trong ngạch cán bộ chính trị, lần lượt giữ các chức vụ: Chủ nhiệm chính trị, Chính ủy trung đoàn, Phó Chính ủy Sư đoàn pháo binh.
Năm 1996, nhậm chức Chính ủy Sư đoàn 163, Tập đoàn quân 55 Lục quân; tiền thân là Sư đoàn 163, Tập đoàn quân 42 Lục quân.
Năm 2000, ông đảm nhiệm chức vụ Chủ nhiệm cơ quan chính trị, Tập đoàn quân 42 Lục quân. Năm 2002, ông là Chính ủy Tập đoàn quân 42 của Lục quân.
Năm 2004, nhậm chức Chủ nhiệm cơ quan chính trị, Quân khu Quảng Châu, Ủy viên thường vụ đảng ủy Quân khu. Tháng 7 năm 2006, Trương Dương được phong quân hàm Trung tướng.
Từ tháng 9 năm 2007, Trương Dương được bổ nhiệm làm Chính ủy Quân khu Quảng Châu, Bí thư Đảng ủy Quân khu. Tháng 10 năm 2007, tại Đại hội Đảng Cộng sản Trung Quốc lần thứ 17, ông được bầu làm Ủy viên Ban Chấp hành Trung ương Đảng Cộng sản Trung Quốc khóa XVII. Tháng 7 năm 2010, Trương Dương thụ phong quân hàm Thượng tướng.
Tháng 10 năm 2012, Trương Dương được bổ nhiệm làm Chủ nhiệm Tổng cục Chính trị Quân Giải phóng Nhân dân Trung Quốc. Tháng 11 năm 2012, tại Đại hội Đảng Cộng sản Trung Quốc lần thứ 18, Trương Dương được bầu làm Ủy viên Ban Chấp hành Trung ương Đảng Cộng sản Trung Quốc khóa XVIII, Ủy viên Quân ủy Trung ương.
Ngày 11 tháng 1 năm 2016, Chủ tịch Tập Cận Bình tuyên bố giải thể Tổng cục Chính trị của Quân Giải phóng Nhân dân Trung Quốc, để phân chia và sáp nhập vào các cơ quan của Quân ủy Trung ương trở thành Bộ Công tác chính trị, Trương Dương được chỉ định giữ chức Chủ nhiệm Bộ Công tác Chính trị Quân ủy Trung ương Trung Quốc. 
Ngày 28 tháng 8 năm 2017, Trương Dương đã bị Quân ủy Trung ương điều tra sau khi có các cáo buộc ông cấu kết với hai vị tướng quân đội phạm tội tham nhũng và bị xử lý là cựu Phó Chủ tịch Quân ủy Quách Bá Hùng và Từ Tài Hậu. Tháng 9 năm 2017, tướng Miêu Hoa, Chính ủy Hải quân được bổ nhiệm thay thế Trương Dương làm Chủ nhiệm Bộ Công tác Chính trị.
Ngày 28 tháng 11 năm 2017, hãng thông tấn Tân Hoa Xã đưa tin tướng Trương Dương, cựu ủy viên Quân ủy Trung ương Trung Quốc khóa 18, đã treo cổ tự tử tại nhà riêng ở Bắc Kinh hôm 23 tháng 11 năm 2017. Cũng theo Tân Hoa Xã dẫn nguồn cơ quan điều tra cho biết tướng Trương Dương đã vi phạm kỉ luật và luật pháp một cách nghiêm trọng. Ông cũng bị nghi ngờ đưa – nhận hối lộ và nắm giữ một lượng lớn tài sản có nguồn gốc không xác định.
Tháng 10 năm 2018, Quân ủy Trung ương Trung Quốc (CMC) ra quyết định khai trừ đảng, tước quân tịch nguyên Chủ nhiệm Tổng cục Chính trị Trương Dương dù ông đã chết trước đó 1 năm.